# Bilston
Bilston este actualmente numele unei zone a orașului Wolverhampton în comitatul West Midlands, regiunea West Midlands, Anglia. Orașul s-a dezvoltat la sfârșitul secolului al XIX-lea, și a obținut titlul de oraș în 1933. În 1966, pin urma unei reforme administrative orașul a fost integrat în totalitate în orașul Wolverhampton. 